# Bělá (Pelhřimovi járás)
Bělá község Csehországban, a Pelhřimovi járásban. Bělá Veselá, Polesí, Počátky, Horní Cerekev és Pelhřimov településekkel határos. Lakosainak száma 55 fő (2024. január 1.).

## Népesség
A település lakosságának változását az alábbi diagram mutatja:
| Lakosok száma | 215  | 202  | 182  | 115  | 60   | 54   | 56   | 56   | 47   | 55   |
|               | 1869 | 1900 | 1921 | 1961 | 1980 | 2011 | 2016 | 2019 | 2021 | 2024 |